# 西川中
西川 中（にしかわ あたる、1995年12月15日 - ）は、トップチャレンジリーグコカ・コーラレッドスパークスに所属するラグビー選手。

## プロフィール
- 宮崎県出身[1]。
- ポジションはフランカー(FL)。
- 身長 181cm、体重 98kg
- ニックネームはあたたん。

## 来歴
2014年、高鍋高校卒業後、流通経済大学に入る。
2018年、流通経済大学卒業後、コカ・コーラレッドスパークスに加入。同年9月15日に行われたジャパンラグビートップリーグ第3節のリコーブラックラムズ戦にて途中出場で公式戦初出場を果たす。